# CV-10
CV-10 (en el tramo desdoblado autovía de la Plana, también Villavieja - La Jana, en valenciano y oficialmente La Vilavella - La Jana), es una carretera autonómica de la Comunidad Valenciana. Recorre de sur a norte la provincia de Castellón, comunicando la A-7 en Villavieja con la N-232 en La Jana.

## Nomenclatura

Esta vía está desdoblada hasta Cabanes.

La carretera CV-10 pertenece a la red de carreteras de la Generalidad Valenciana. Su nombre está formado por el código CV, que indica que es una carretera autonómica de la Comunidad Valenciana y el dígito 10, número que recibe según el orden de nomenclaturas de las carreteras de la CV.
La CV-10 autovía de la Plana es, en teoría, parte de la A-7 autovía del Mediterráneo, pero al haber sido desarrollada y mantenida por la Generalidad Valenciana, tiene la nomenclatura referida a las carreteras autonómicas de la Comunidad Valenciana.
Cuando el tramo de la autovía A-7 entre el Aeropuerto de Castellón y La Jana estén finalizados, la totalidad de la vía será incluida en la Autovía del Mediterráneo, tomando como única nomenclatura la de A-7, y comunicando Valencia, Castellón de la Plana y Tarragona por Puebla-Tornesa y La Jana.

## Historia
La CV-10 es el nombre que recibió la unión de varias carreteras con nomenclatura antigua, tales como CS-222, CS-V-8501, C-238, CS-850 y CS-233, que unían de forma local, municipios como Bechí, Villavieja o Puebla-Tornesa, entre otros.
Ahora se han unificado todas, para ir a dar a una carretera que cruza toda la provincia (desde Almenara hasta La Jana) de forma ininterrumpida.

Actualmente, está desdoblado, y por lo tanto es autovía, el tramo entre la A-7 en Almenara y la  CV-13 en Villanueva de Alcolea.
- 22 de octubre de 2010: Inauguración oficial del tramo de autovía comprendido entre Puebla Tornesa y Cabanes.[1] Únicamente resta la apertura de 2 kilómetros de autovía que conectará con la CV-13 y el aeropuerto.

- 21 de diciembre de 2010: Inauguración de la carretera CV-13 que une el final actual de la autovía con la autopista de peaje AP-7 a la altura de Torreblanca.[2][3]

## Trazado actual

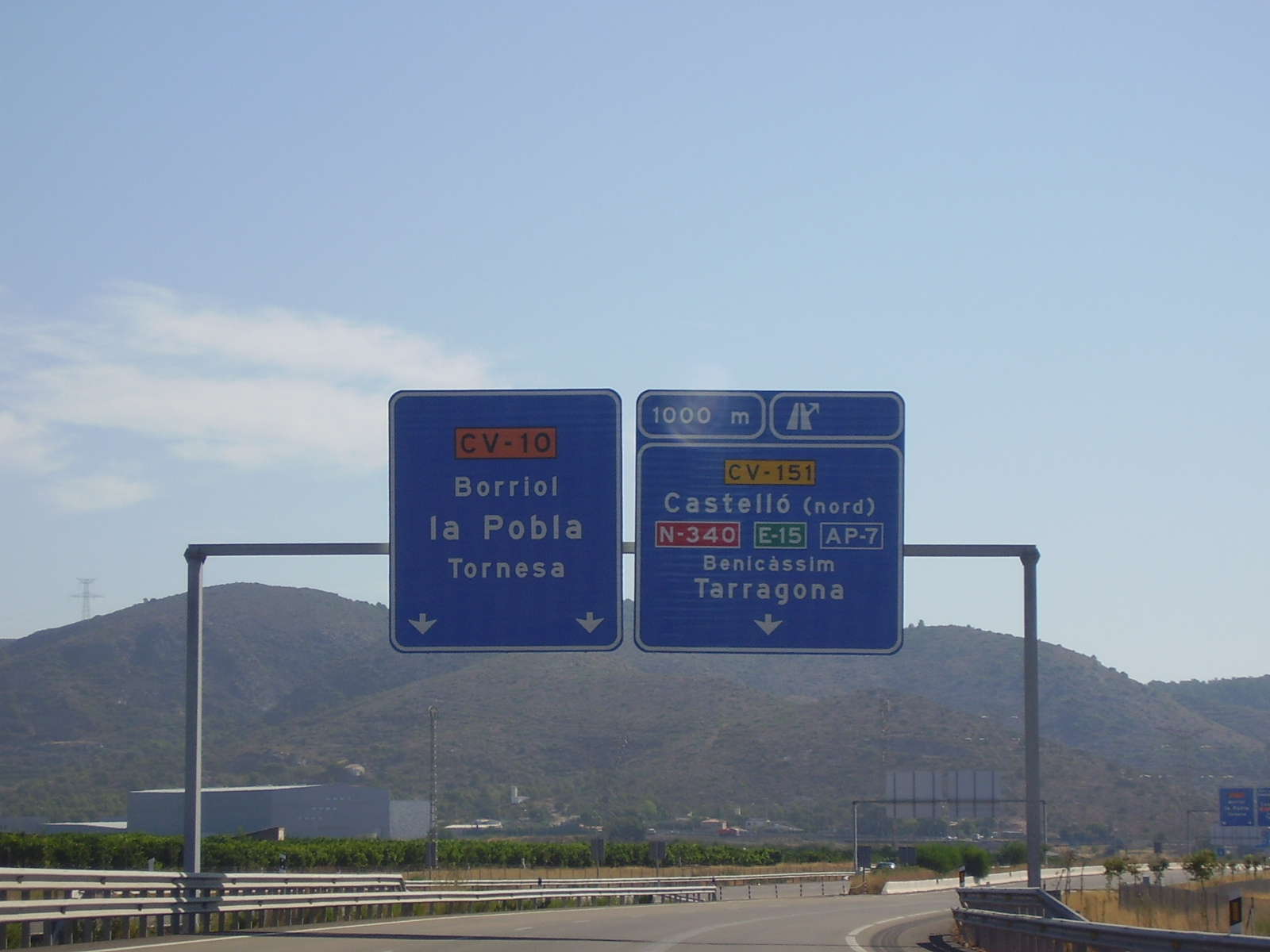
Indicador de la salida de la CV-151

La CV-10 comienza de forma continuada, en el kilómetro 275 de la A-7 autovía del Mediterráneo, a la altura de Villavieja, sentido Bechí y Puebla Tornesa.
En la actualidad, es el vial que más tráfico soporta, junto con la N-340, ya que es utilizada para cruzar la provincia, partiendo de Valencia, por la A-7 hasta Nules, y ahí, desviarse por la CV-10 para evitarse la autopista de peaje AP-7 o la peligrosa nacional N-340.
Actualmente la autovía desaparece después de cruzar Cabanes, a la altura del desvío hacia Benlloch, en el punto en el que enlaza con la carretera CV-13 que sirve como conexión con la autopista AP-7, además de conectar con el Aeropuerto de Castellón - Costa Azahar. Desde ese punto hasta el final, en la Jana, pasa a haber solo una calzada.
Esta autovía tiene un límite de velocidad de 120 km/h, aunque existen algunos tramos limitados a 100 km/h:
1. Salida hacia Castellón sur.
2. Salida 26 (Borriol).
3. Circunvalación de Borriol.
4. Circunvalación de Puebla-Tornesa (km 34 a 37).

### Puntos conflictivos
- Tramo peligroso - Salida CV-20 (ambos sentidos), posibles retenciones.
- Radar fijo - Kilómetro 31 (sentido Villavieja), velocidad máxima: 120km/h.

## Tramos
| Denominación | Tramo                                                   | Kilómetros | Año servicio |
| ------------ | ------------------------------------------------------- | ---------- | ------------ |
| CV-10        | A-7 Villavieja Norte - Bechí Sur                        | 4,9        | 2002         |
| CV-10        | Variante de Bechí                                       | 2,1        | 1996         |
| CV-10        | Bechí Norte - Borriol Sur                               | 15,2       | 2003         |
| CV-10        | Variante de Borriol                                     | 2,1        | 1999         |
| CV-10        | Borriol Norte - Puebla-Tornesa                          | 9,3        | 2003         |
| CV-10        | Puebla-Tornesa - Cabanes                                | 8          | 2010         |
| CV-13        | Cabanes - Villanueva de Alcolea Aeropuerto de Castellón | 5          | 2010         |

## Salidas

### Tramo autovía de la Plana (Villavieja - Cabanes)
| Velocidad | Esquema | Salida   | Sentido Aeropuerto (descendente)                                                                                     | Sentido Villavieja (ascendente)                        | Notas |
| --------- | ------- | -------- | --- | ------------------------------------------------------ | ----- |
|           |         |          | Castellón 22 Puebla Tornesa 35                                                                                       | A-7 Nules - Valencia                                   |       |
|           |         |          | CV-10 Autovía de La Plana                                                                                            |                                                        |       |
|           |         | 0 (274)  | Villavieja norte | Villavieja norte                                       |       |
|           |         | 2 (272)  | CV-223 Artana - Eslida                                                                                               |                                                        |       |
|           |         | 5 (269)  | Bechí sur |                                                        |       |
|           |         | 6 (268)  | CV-222 Bechí centro Alquerías del Niño Perdido E-15 AP-7                                                             |                                                        |       |
|           |         | 7 (267)  | CV-20 Villarreal - Onda industrias                                                                                   |                                                        |       |
|           |         | 11 (263) | Sichar Camí Fondo CV-21                                                                                              |                                                        |       |
|           |         | 14 (260) | CV-17 Castellón sur - Almazora E-15 AP-7 N-340 CS-22 Grao - puerto CV-189 Ribesalbes                                 |                                                        |       |
|           |         | 16 (258) | CV-16 Castellón centro Alcora - centro penitenciario Castellón I                                                     |                                                        |       |
|           |         | 19 (255) | CV-151 Castellón norte - Universidad Jaime I - estación FFCC-Bus N-340 Benicasim - E-15 AP-7                         |                                                        |       |
|           |         | 22 (252) | Borriol sur |                                                        |       |
|           |         | 24 (250) | Borriol norte | Borriol                                                |       |
|           |         | 26 (248) | vía de servicio |                                                        |       |
|           |         | 28 (246) | | vía de servicio                                        |       |
|           |         |          | | Velocidad controlada por RADAR                         |       |
|           |         |          | Puebla Tornesa sur                                                                                                   |                                                        |       |
|           |         |          | CV-1601 Puebla Tornesa norte CV-15 Vall de Alba - Villafamés - Villafranca del Cid centro penitenciario Castellón II |                                                        |       |
|           |         | 38 (236) | Cabanes sur CV-159 Vall de Alba CV-148 Oropesa del Mar                                                               | Cabanes sur CV-159 Vall de Alba CV-148 Oropesa del Mar |       |
|           |         | 41 (233) | Cabanes norte CV-10 Benlloch - San Mateo N-232 Morella                                                               | Cabanes norte CV-10 Benlloch - San Mateo N-232 Morella |       |
|           |         |          | | CV-10 Autovía de La Plana                              |       |
|           |         |          | CV-13 aeropuerto de Castellón Torreblanca N-340 E-15 AP-7 Barcelona                                                  | Puebla Tornesa 11 Castellón 27                         |       |
|           |         |          | Autovía del Mediterráneo entre Villanueva de Alcolea y Hospitalet del Infante EN PROYECTO                            |                                                        |       |

### Tramo Cabanes - La Jana
| Velocidad | Salidas a derecha                                      | Esquema | Salidas a izquierda              | Notas |
| --------- | ------------------------------------------------------ | ------- | -------------------------------- | ----- |
|           | aeropuerto CV-13 Torreblanca N-340 E-15 AP-7 Barcelona |         | CV-10 Puebla Tornesa Castellón   |       |
|           |                                                        |         | CV-152 Benlloch                  |       |
|           |                                                        |         | CV-156 Benlloch                  |       |
|           | CV-145 Villanueva de Alcolea Torreblanca               |         |                                  |       |
|           | CV-1440 Villanueva de Alcolea                          |         |                                  |       |
|           | CV-154 Torre Endoménech La Sarratella                  |         |                                  |       |
|           | Cueveas de Vinromá                                     |         |                                  |       |
|           | Cuevas de Vinromá CV-133 Alcalá de Chivert             |         |                                  |       |
|           |                                                        |         | CV-129 Albocácer                 |       |
|           |                                                        |         | CV-131 La Valltorta Tírig        |       |
|           | Salsadella sur                                         |         |                                  |       |
|           | Salsadella norte                                       |         |                                  |       |
|           |                                                        |         | San Mateo                        |       |
|           |                                                        |         | CV-132 Chert N-232 Morella       |       |
|           | Zona industrial                                        |         |                                  |       |
|           | CV-135 Cervera del Maestre Benicarló                   |         |                                  |       |
|           | La Jana                                                |         |                                  |       |
|           | N-232 Traiguera Vinaroz                                |         | N-232 Morella Alcañiz - Zaragoza |       |

## Futuro de la CV-10
- Actualmente se encuentran en ejecución por parte del Ministerio de Fomento de la redacción de los tres proyectos que engloban el tramo entre Villanueva de Alcolea y La Jana.[10] También está en estudio, con DIA aprobada, un nuevo tramo de La Jana a El Perelló (final de la provincia).
- En el futuro, la CV-10 autovía de la Plana pasará a formar parte de la A-7 autovía del Mediterráneo, cuando el trazado como autovía llegue hasta La Jana.[11]